# Il Piave mormorò
Il Piave mormorò è un film documentario del 1964 diretto da Guido Guerrasio e Vico D'Incerti.

## Trama
I fatti salienti della Grande Guerra dall'interventismo fino alla vittoria, attraverso vari filmati d'epoca originali, commentati anche con l'ausilio delle parole di alcuni grandi letterati, tra cui: Umberto Saba, Curzio Malaparte, Giovanni Comisso, Giuseppe Ungaretti.

## Produzione
Prodotto da Angelo Rizzoli nel cinquantennale dello scoppio della Prima Guerra Mondiale. I testi del documentario sono di Vico D'Incerti e dello stesso regista Guido Guerrasio, mentre la voce narrante è di Nando Gazzolo.

## Distribuzione
Il docufilm fu distribuito dalla Cineriz nel 1964.